# Raina Georgiewa
Raina Angelowa Georgiewa (bulgarisch Райна Ангелова Георгиева, * 26. Juli 1902 in Weliko Tarnowo; † 25. Juni 1983 in Sofia) war eine bulgarische Biologin.
Georgiewa war Mitglied der Bulgarischen Akademie der Wissenschaften. In ihren wissenschaftlichen Arbeiten befasste sie sich mit den theoretischen Grundlagen der Genetik und Problemen der Hybridisation. Sie züchtete Tabaksorten, die gegenüber dem Tabakmosaikvirus resistent sind.